# سرنشین (فیلم ۲۰۰۹)
«سرنشین» (انگلیسی: Passenger (2009 film)) یک فیلم است که در سال ۲۰۰۹ منتشر شد.